# ثيودور روسكو
ثيودور روسكو (بالإنجليزية: Theodore Roscoe)‏ (1906، روتشستر في الولايات المتحدة - 1992، فلوريدا في الولايات المتحدة)؛ مؤرخ وروائي أمريكي.

## روابط خارجية
- ثيودور روسكو على موقع IMDb (الإنجليزية)